# サン・ピエトロ・アル・ナティゾーネ
サン・ピエトロ・アル・ナティゾーネ（伊: San Pietro al Natisone）は、イタリア共和国フリウリ＝ヴェネツィア・ジュリア州ウーディネ県にある、人口約2,100人の基礎自治体（コムーネ）。

## 名称
標準イタリア語以外では以下の名称を持つ。
- フリウリ語: San Pieri dai Sclavons
- スロベニア語: Špiètar

## 地理

### 位置・広がり

#### 隣接コムーネ
隣接するコムーネは以下の通り。
- チヴィダーレ・デル・フリウーリ
- プレポット
- プルフェロ
- サン・レオナルド
- サヴォーニャ
- トッレアーノ

### 気候分類・地震分類
サン・ピエトロ・アル・ナティゾーネにおけるイタリアの気候分類 (it) および度日は、zona E, 2662 GGである。
また、イタリアの地震リスク階級 (it) では、zona 2 (sismicità media) に分類される。

## 行政

### 分離集落
サン・ピエトロ・アル・ナティゾーネには、以下の分離集落（フラツィオーネ）がある。
- Altovizza/Atovca, Azzida/Ažla, Becis/Bečja, Biarzo/Bjarč, Cedron, Chiabai/Čabaji, Clenia/Klenje, Cocevaro/Kočebar, Correda/Koreda, Costa/Kuosta, Macorins/Mohorin, Mezzana/Mečana, Oculis/Nokula, Podar, Ponteacco/Petjag, Ponte San Quirino/Muost/Puint, Puoie/Puoje, Sorzento/Sarženta, Tarpezzo/Tarpeč, Tiglio/Lipa, Vernassino/Gorenj Barnas, Sotto Vernassino/Pod Barnas, Vernasso/Dolenj Barnas

## 姉妹都市
- Sambreville、ベルギー